# Encierros de Cuéllar
Los encierros de Cuéllar son una fiesta popular española declarada de Interés Turístico Internacional que se celebra el último fin de semana de agosto en la ciudad segoviana de Cuéllar (Castilla y León, España), y están considerados los encierros más antiguos de España, pues hasta el momento ninguna ciudad ha presentado un documento anterior al que dispone Cuéllar, fechado a principios del siglo XIII. En la actualidad se celebran dentro de las fiestas en honor de la Virgen del Rosario, patrona de la villa, aunque en su origen se corrían los toros por las festividades de San Juan, el Corpus Christi y otras celebraciones importantes, como fue el caso del nacimiento del príncipe don Juan, futuro Juan II de Castilla.

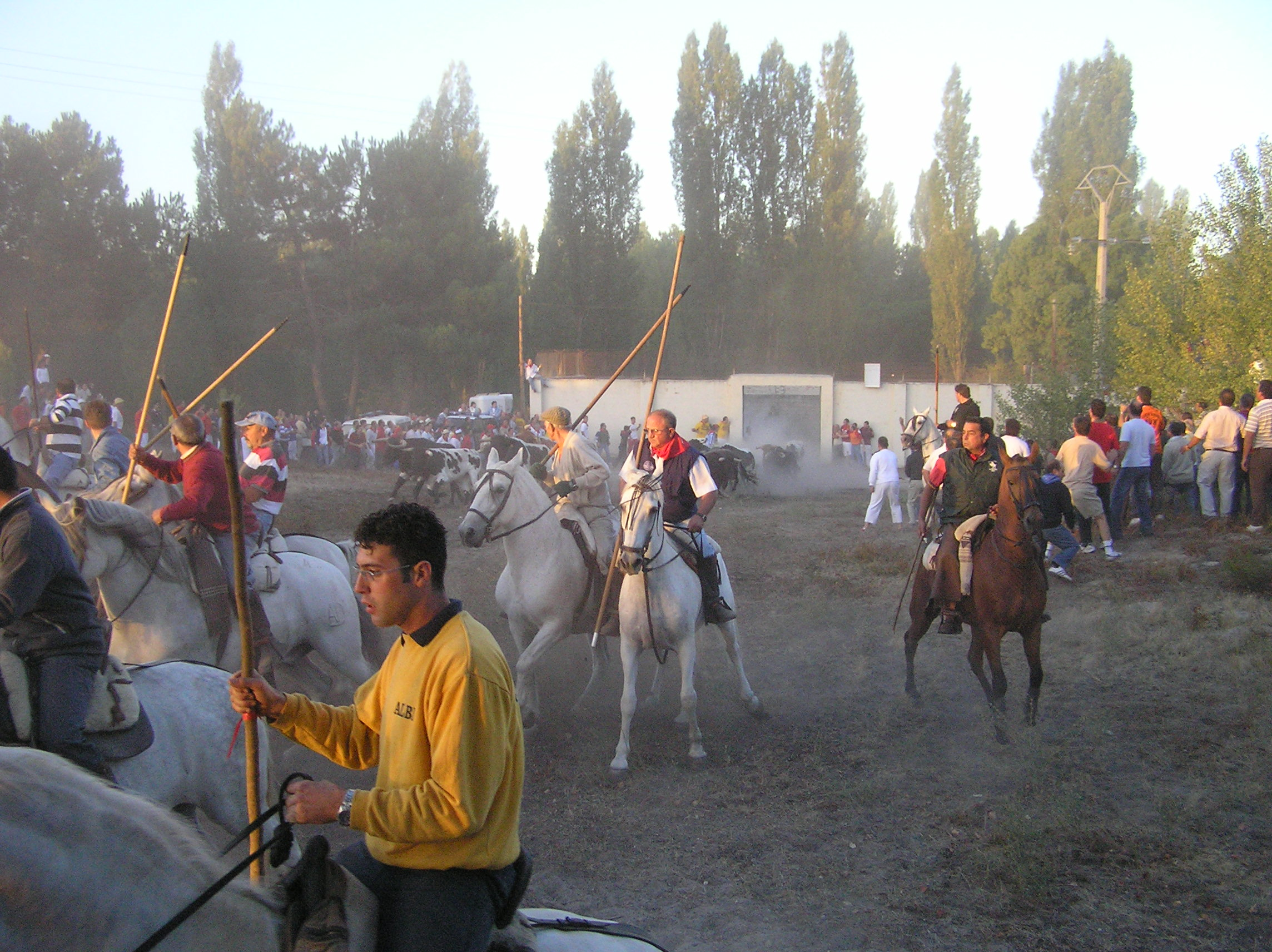
Momento de la suelta del ganado en el campo.

## Historia

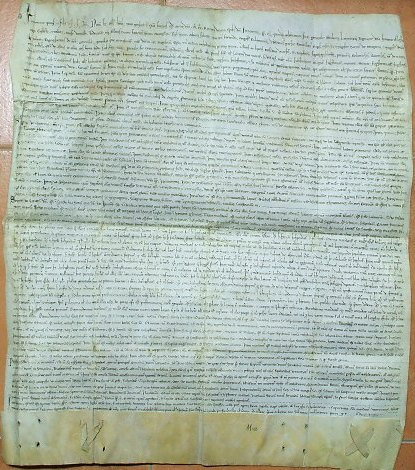
Documento de 1215 referente a los encierros de Cuéllar.

### Origen
La primera noticia documentada sobre fiestas de toros en Cuéllar data del año 1215, durante el papado de Inocencio III. En aquellos momentos la Diócesis de Segovia tenía problemas; había graves querellas religiosas entre la iglesia catedral, y los clérigos y laicos de algunas villas de la diócesis, entre ellas Cuéllar, por lo que el obispo de la misma, don Gerardo, convocó sínodo para poner fin a los enfrentamientos, cuya sentencia, fechada en el mes de diciembre de dicho año 1215, mantiene en su artículo quinto “que ningún clérigo juegue a los dados ni asista a juegos de toros, y sea suspendido si lo hiciera”.
Para que pudieran darse los juegos de toros, era necesario trasladar previamente el ganado desde la dehesa al núcleo urbano, y este traslado que aún se sigue llevando a cabo en Cuéllar, es lo que originó el encierro, cuando los vecinos ayudaban a que el ganado discurriese por las calles hasta encerrarlos en el lugar en el que se celebraban dichos juegos. La importancia del documento del año 1215 radica en que se trata de una regulación de la vida clerical, y por ello puede entenderse que este juego ya estaba arraigado en la villa de tal manera que era necesario disponer sobre ello en el campo eclesiástico.
En el siglo XIV los hidalgos y pecheros de la villa disputaban sobre los tributos que pertenecían a cada estado, y la reina Leonor de Aragón, mujer de Juan I de Castilla y señora de la villa fue la encargada de resolver la disputa, en cuyo documento se afirma que en Cuéllar era costumbre inmemorial correr los toros por San Juan de junio. Aunque la sentencia no está fechada, se redactó entre 1379, año en que contrajo matrimonio con el monarca castellano, y 1382 en que falleció, precisamente en la propia villa de Cuéllar. Relacionada con estos monarcas, también está la celebración que Cuéllar hizo con motivo del nacimiento en 1380 del príncipe Fernando, futuro Fernando I de Aragón, motivo por el que también se corrieron toros en la villa.
A partir de entonces son constantes y continuas las noticias sobre encierros y fiestas de toros.

## Polémica con su antigüedad
Diversas localidades han pretendido destronar a Cuéllar por la antigüedad de sus encierros. Estas reivindicaciones erróneas tuvieron como causa una mala interpretación sobre el V centenario que se celebró en el año 1999, cuando se conmemoraron los 500 años de la ordenanza reguladora de los encierros, por lo que se entendió que estos tenían su origen en 1499. Así, en el año 2006 la localidad de Portillo (Valladolid) afirmó contar con los encierros más antiguos de España tras hallar en su archivo municipal un documento fechado en 1471. Tras la respuesta de Cuéllar exponiendo que su documentación comenzaba en el siglo XIII, el municipio vallisoletano admitió su error argumentando dicha conmemoración.
La última localidad en sumarse a este tipo de reclamaciones fue Ciudad Rodrigo (Salamanca) en el año 2007, aportando para ello un documento fechado en 1417. Este último caso provocó mayor polémica, pues el alcalde de la localidad afirmó conocer el documento cuellarano de 1215, del que renegó argumentando que habla de juegos de toros y no de encierros; Cuéllar defendió su postura manteniendo que para cualquier evento taurino era necesario encerrar el ganado en el corral para después llevar a cabo el festejo, siendo este acto el origen de la fiesta, y además recordó los documentos que posee Cuéllar anteriores al presentado por Ciudad Rodrigo, y que gracias a ellos permiten a la ciudad segoviana presumir de mayor antigüedad.
Otros municipios a los que se les atribuye poseer los encierros más antiguos de España han sido Almodóvar del Campo (Ciudad Real), que dispone de un documento de 1490, Brihuega (Guadalajara), cuyos encierros están fechados en el siglo XVI, o los de La Peza (Granada), datados en el siglo XVII.

## Los encierros en el cine y la televisión
En el año 1998 fueron el escenario de un spot publicitario de la multinacional deportiva Nike, con los Denver Broncos como protagonistas, que fue retransmitido en la final de la Super Bowl del mismo año, que enfrentó a los protagonistas del anuncio con los Green Bay Packers, y en el 2005 aparecieron en una escena del largometraje Los 2 lados de la cama, del director español Emilio Martínez Lázaro.
Durante los encierros del año 2008, el director Luc Gobyn grabó un cortometraje de trece minutos titulado "No aparcar, salida de caballos, gracias", ambientado en estos encierros, que fue presentado en el Festival de Cortometrajes "Cine Privé 2009" que se celebró en Gante (Bélgica) a principios del año 2009, y que pretende ser presentado en certámenes por todo el mundo.